# フローハイブ
フローハイブ（英: Flow Hive(英語版)）は、オーストラリアの父子、ステュアート・アンダーソンとシーダー・アンダーソンによって発明され、その後広く販売された養蜂箱である。特別なフレームを使用することで、蜂への刺激を最小限に抑えつつ蜂蜜を採取できるように設計されている。

## 概要
伝統的な方法では、蜂蜜を採取するために巣箱を開け、ミツバチを煙で落ち着かせ、フレームを取り出して遠心分離機で蜂蜜を抽出する必要があるが、フローハイブでは、キーを回すだけで蜂蜜を簡単に採取できる。この革新性から、小規模養蜂家や初心者に人気がある。
この製品を製造・販売している「ビーインベンティブ社」（BeeInventive Pty Ltd）はオーストラリアに本社がある企業だが、米国市場にも進出している。2015年にIndiegogoで記録的なクラウドファンディングキャンペーンを実施し（後述）、130カ国以上で利用されるブランドとして成長。このキャンペーンはオーストラリアで最も成功したものとされ（Shipwire - Bee Inventive）、オーストラリアの技術革新を象徴する存在とされている。

## 背景
フローハイブの開発は、シーダー・アンダーソンが6歳で養蜂を始めてから始まった。彼は10年以上にわたって、巣箱を開かずに蜂蜜を採取する方法を模索した。最終的に、彼の父ステュアートが垂直方向に分割できるセル構造を提案し、機能するプロトタイプが完成した。

## クラウドファンディング
2015年2月22日、フローハイブはIndiegogoでクラウドファンディングを開始し、当初の目標7万豪ドルに対して1200万ドル（約14億円）以上を調達し、クラウドファンディングの成功例として知られている。このキャンペーンは、130カ国以上から約2万5000件の注文を受け、Indiegogoの記録を破った。
その後、いくつかの改良が加えられた「Flow Hive 2」は、2018年初頭に別のクラウドファンディングキャンペーンを利用して販売された。
フローハイブはGOOD DESIGN AWARD（2016年）、APIMONDIA SILVER MEDAL（2017年）、FAST COMPANY WORLD CHANGING IDEAS AWARD（2017年）などを受賞し、2018年にはB Corp認証（英語: B corporation）を取得。持続可能性への取り組みも評価されている。

## 設計と機能
フローハイブの主な特徴は、BPAおよびBPSフリーの食品グレードプラスチックで作られた蜂枠（英語: Flow Frame（Hive frame））である。このフレームには、蜂が完全なセルを作るための垂直な隙間が設けられている。
蜂がセルを蜜で満たし封をすると、蜂蜜採取時にキーを挿入してセルを半分ずらすことで、蜂蜜が流れ出る仕組みになっている。この方法は、伝統的な方法に比べて蜂へのストレスが少なく、採取作業も簡素化される。
具体的には、「Flow Hive 2+」はプレミアムな西部レッドシダーで作られ、6フレームまたは7フレームのサイズがあり、最大46ポンド（約21キロ）の蜂蜜を収容可能である。観察窓を備え、蜂の活動を邪魔せずに内部を確認できる。
この設計は、蜂への負担を軽減し、養蜂作業の効率を高めることを目指しているが、プラスチックの使用については環境負荷や蜂の健康への影響が議論されている。特に、プラスチックフレームが化学物質を溶出する可能性や、蜂が自然なワックスセルを好むという意見がある。

## 受容状況と議論
フローハイブは、特に初心者や小規模養蜂家に人気を博し、養蜂クラブの会員数増加や新規クラブの設立に寄与した。例えば、2017年のオーストラリアでは、フローハイブの影響で養蜂クラブの会員数が急増し、一部のクラブは新規会員の受け入れを制限する事態に至った。
また、教育的な側面からも、子供向けの養蜂学習に利用されるなど、広範な影響を与えている。
しかし、批判的な意見も存在する。以下は主な批判と擁護のポイントである。

### 批判
- プラスチックフレームの使用が環境に悪影響。
- 寒冷地での蜂蜜結晶化問題。
- 伝統的な養蜂の体験を損なう。
- 高価格（製造コストや開発費が高い）。

### 擁護
- プラスチックはハニースーパーのみで、ブロッドボックスは自然ワックス（Wax(英語版)）可能。
- 適切なタイミングでの採取で対応可能。
- 検査は依然必要で、収穫のみ簡素化。
- 10年のR&Dとサポートサービスで正当化。

これらの議論は、特に伝統的な養蜂家と新しい養蜂家との間で温度差があり、フローハイブが「養蜂の進化」か「商業化の象徴」かで意見が分かれている。

## 日本市場での状況
日本では、フローハイブは主にセイヨウミツバチ向けに開発されているが、ニホンミツバチへの適応も研究されている。

## 結論と今後の展望
フローハイブは、養蜂業界に革新的な変化をもたらしたことは間違いないが、その受容には地域や養蜂家の経験による違いがある。